# Miles "Tails" Prower
Miles Prower ( マ イ ル ス · パ ウ ア ー  Mairusu Paua), bedst kendt under kaldenavnet Tails ( テ イ ル ス  Teirusu), er en spilbar figur fra Sonic the Hedgehog-serien fra Sega. Han er en 8-årig  gammel ræv og Sonic the Hedgehogs bedste ven.
Som seriens andre figurer har han sin egen unikke evne, nemlig at han kan flyve. Tails evne til at flyve skyldes en misdannelse der gav ham to haler, som han bruger som propeller. Dette gør ham i stand til nemt at kunne følge Sonic rundt i spilseriens forskellige universer.
Han optrådte første gang i  Sonic the Hedgehog 2  fra 1992. Han var også med i tv-serien Adventures of Sonic the Hedgehog.
Grundet sin barske fortid, foretrækker han ikke at bruge sit gamle navn 'Miles Prower'. Derfor foreslog Sonic det ganske passende navn Tails (engelsk for haler), på grund af hans udseende og særegne evne til at kunne flyve. Tails tog navnet til sig og bliver sjældent tiltalt med sit rigtige navn.